# Nacht der Prominenten
Die Nacht der Prominenten war eine Fernsehshow des Fernsehens der DDR in Kooperation mit dem Staatszirkus der DDR, in der Prominente aus Funk und Fernsehen Zirkusdarbietungen einstudierten, und sie im Zirkuszelt präsentierten.

## Geschichte
Die Sendung wurde jährlich am 26. Dezember ausgestrahlt. Die Einnahmen daraus wurden für wohltätige Zwecke gespendet. Analog zu diesem Format gab es in der Bundesrepublik die Show Stars in der Manege (1959–2008). Die Idee der Nacht der Prominenten hatten Hans-Joachim Protze, damals Werbeleiter des Zirkus Berolina, späterer Direktor und Inhaber des internationalen Künstler- und Artistenhotels „Hotel Oehme“ in Freital und ein Journalist der Berliner Zeitung. Die erste Nacht der Prominenten fand 1964 in Dresden, als Gemeinschaftsveranstaltung mit der Staatsoperette Dresden statt.

## Mitwirkende
Moderiert wurde die Show u. a. von Dieter Mann, Erika Radtke, Willi Schwabe und Heinz Florian Oertel.
Als Künstler nahmen z. B. Helga Hahnemann, Armin Mueller-Stahl, Dean Reed, Helga Göring, Erich Schmitt, Alfred Struwe, Heinz Quermann, Agnes Kraus. Achim Mentzel, Manfred Krug, Angelica Domröse, Karin Janz, Erika Zuchold, Gojko Mitić, Marianne Kiefer, Petra Kusch-Lück, Marianne Wünscher, Gisela May, Peter Borgelt und die Olsenbande teil.

## DVD-Veröffentlichung
Im Oktober 2013 erschien eine Box mit den neun noch erhaltenen Sendungen von 1972, 1973, 1974, 1975, 1976, 1980, 1982, 1985 und 1987 (1165 Minuten) auf fünf DVDs.